# نادي نورثزيلاند لكرة اليد
نادي نورثزيلاند لكرة اليد هو نادي كرة يد في الدنمارك تأسس في سنة 2006. يلعب في الدوري الدنماركي لكرة اليد. تبلغ سعة ملعبه 1450 متفرجا.